# Мануел Одрия
Мануел Аполинарио Одрия Аморети (на испански: Manuel Odría) е перуански генерал, който на 29 октомври 1948 г. оглавява военен преврат и става президент на Перу.
През 1956 г. той неочаквано обявява, че ще бъдат проведени избори, в които няма да участва. През 1962 и 1963 г. се кандидатира за президент, но няма успех.